# Alicia Garza
Alicia Garza (ur. 4 stycznia 1981) – amerykańska działaczka na rzecz praw człowieka, publicystka, znana ze współtworzenia międzynarodowego ruchu Black Lives Matter. Jej artykuły były publikowane przez The Guardian, The Nation, Rolling Stone i Truthout. Pracuje w National Domestic Workers Alliance, a także w Black Futures Lab, gdzie jest dyrektorem.
Garza opisuje się jako marksistka oraz działaczka na rzecz sprawiedliwości społecznej.

## Dzieciństwo i młodość
Alicia Garza, z domu Schwartz, urodziła się w Los Angeles, 4 stycznia 1981 roku. Jej ojciec jest z pochodzenia żydem (sama także utożsamia się jako żydówka), natomiast matka – czarnoskórą Afroamerykanką. W 2002 roku ukończyła studia na Uniwersytecie Kalifornijskim w San Diego na kierunku antropologii i socjologii.

## Kariera

### Black Lives Matter
Wraz z Opal Tometi i Patrisse Cullors, w 2013 roku, stworzyła hashtag Black Lives Matter. Garzy przypisuje się zapoczątkowanie hasła, gdy po uniewinnieniu George’a Zimmermana w lipcu 2013 roku opublikowała na Facebooku: „Black people. I love you. I love us. Our lives matter, Black Lives Matter”, słowa te Cullors następnie zamieniła w hashtag #BlackLivesMatter. W sierpniu 2014 roku, członkowie BLM zorganizowali swój pierwszy protest nazwany „Black Lives Matter Freedom Ride”. Protest odbyły się w Ferguson oraz pobliskim Saint Louis, w stanie Missouri, po zabójstwie czarnoskórego nastolatka – Michaela Browna.
Garza była prowadzącą Freedom Ride w Ferguson, strajk ten rozpoczął budowę oddziałów Black Lives Matter w Stanach Zjednoczonych i na świecie. Sama natomiast uważa, że jej praca jest jedynie kontynuacją już istniejących ruchów i protestów osób czarnoskórych w Ameryce. BLM oraz Garza są uznawani za popularyzatorów używania mediów społecznościowych do masowej mobilizacji ludzi. Z takiej praktyki korzysta m.in. Me Too.
Garza uczestniczyła w próbie zatrzymania pociągu Bay Area Rapid Transit na cztery i pół godziny (czas wybrany w celu odzwierciedlenia czasu, w którym ciało Michaela Browna pozostawiono na ulicy po jego śmierci). Protestującym udało się zatrzymać pociąg na półtorej godziny, przykuwając się zarówno do wnętrza pociągu, jak i na zewnątrz, a także uniemożliwiając zamknięcie drzwi. Wydarzenie zakończyło się, gdy policja usunęła protestujących, demontując część pociągu.

### Pozostała aktywność
Obecnie zajmuje się koordynowaniem projektów w National Domestic Workers Alliance, a także piastuje stanowisko dyrektorki w Black Futures Lab.

#### Publicystyka
Jej artykuły były publikowane w takich czasopismach jak: The Guardian, The Nation, The Feminist Wire.

#### POWER
Wcześniej Garza pełniła funkcję dyrektora People Organized to Win Employment Rights (POWER) w rejonie zatoki San Francisco. W ramach pracy w organizacji wywalczyła prawo dla młodzieży do bezpłatnego korzystania z transportu publicznego w San Francisco, walczyła z gentryfikacją i ujawniała brutalność policji w tym obszarze.

## Osiągnięcia i wyróżnienia
W 2015 roku Garza, Cullors i Tometi (jako „The Women of #BlackLivesMatter”) znalazły się wśród dziewięciu finalistów w rankingu The Advocate’s Person of the Year.
W listopadzie 2017 roku wraz z Cullors i Tometi zostały nagrodzone Sydney Peace Prize.